# James Sheakley

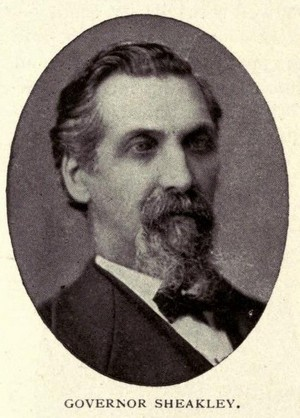
Governador Sheakley

James Sheakley (24 de abril de 1829 - 11 de dezembro de 1917) foi um político norte-americano democrata que foi o governador do distrito do Alasca ente 1893 e 1897. Ele também foi membro da Câmara dos Representantes dos Estados Unidos pelo estado de Massachusetts no período 1875-1877.